# Wulfenia orientalis
Wulfenia orientalis är en grobladsväxtart som beskrevs av Pierre Edmond Boissier. Wulfenia orientalis ingår i släktet Wulfenia och familjen grobladsväxter. Utöver nominatformen finns också underarten W. o. glanduligera.

## Bildgalleri

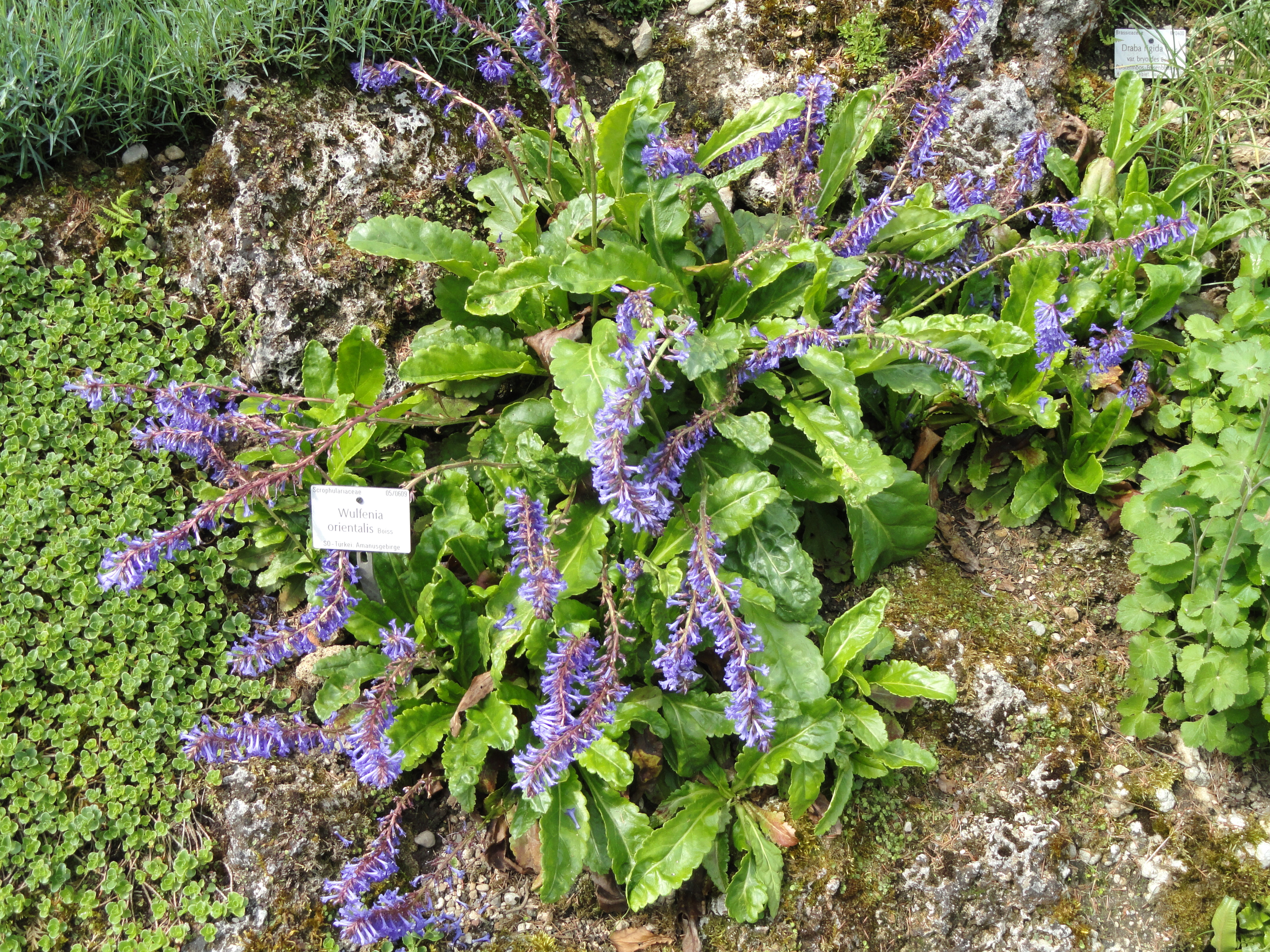
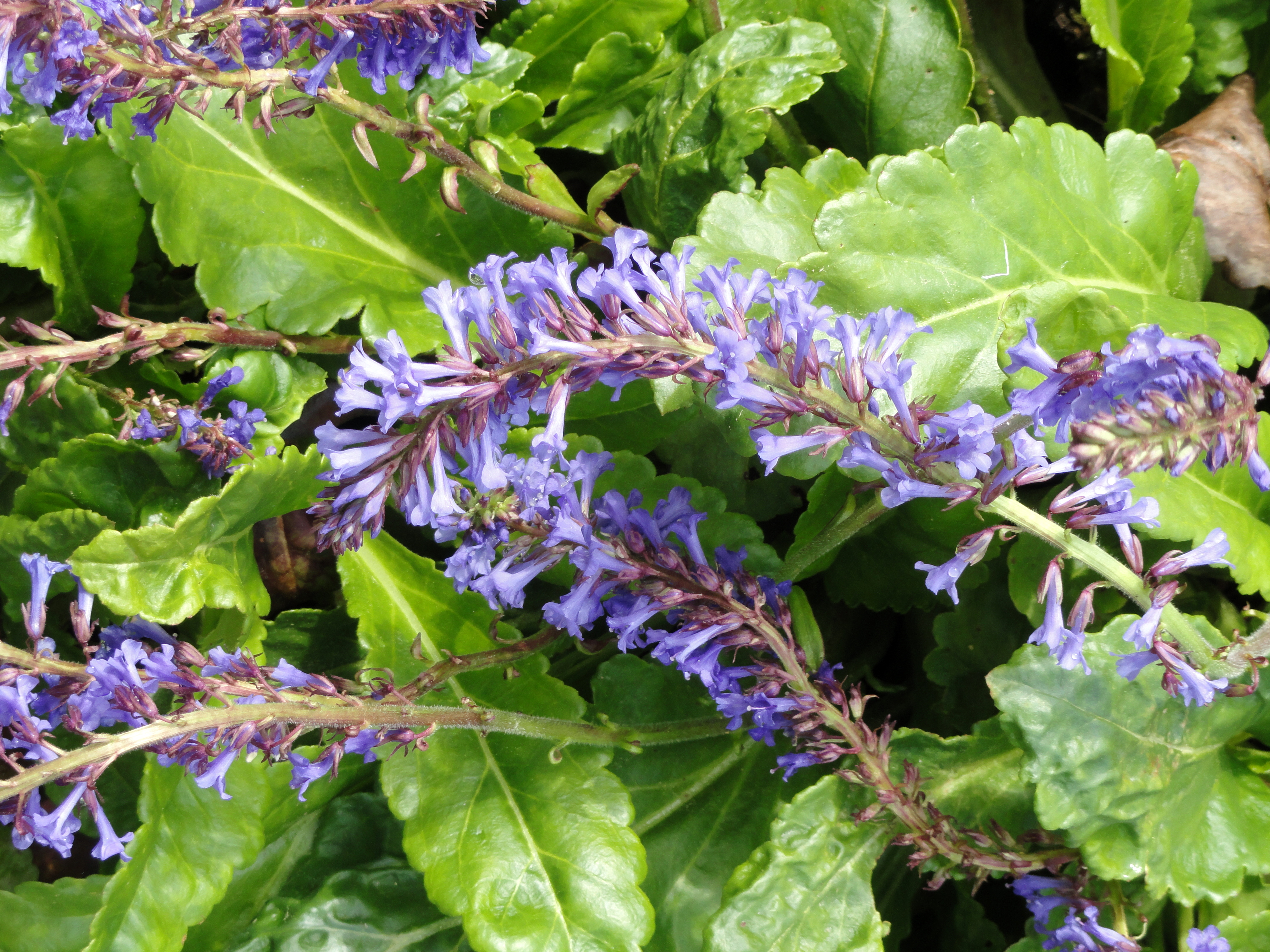